# 冬物語 (テレビドラマ)
『冬物語』（ふゆものがたり）は、1972年11月13日から1973年4月16日まで、日本テレビ系列の月曜スター劇場の枠で放送されたテレビドラマである。
夫に先立たれた未亡人と、男性との恋愛物語。

## キャスト

### 主要人物
- 宗方信子：浅丘ルリ子
- 乾良之：原田芳雄
- 木原浩：荒谷公之
- 長谷川健一：渡辺篤史
- 植村典子：鳥居恵子
- 北川真：原田大二郎
- 宗方房江：宝生あやこ
- 宗方絹子：南美江
- 牛島兵吾：下元勉
- 船岡常務：潮万太郎
- 佐川秘書室長：上野山功一
- 秘書吉村：柿沼真二
- 宗方純二：津川雅彦
- 春子：下川清子
- 豊子：野々あさみ
- アパートの管理人小田：久松夕子
- 伊丹桜子：弓恵子
- 栗原あけみ：渥美マリ
- 谷沢順子：大原麗子
- 足立圭子：扇千景
- 植村秀武：高松英郎
- 医師山本兄：山本耕一
- 医師山本弟：大塚国夫
- 看護婦長：桜井とし子
- Fの女：マーサ三宅（特別出演、第2、3、23回）
- ナレーター：中江真司

### ゲスト
第3回
- 岡田部長：相沢治夫

第5回
- 古沢支店長：陶隆

第6回
- 植村家女中：岡崎夏子
- 浩の仲間：伴藤武

第7回
- 医師：稲川善一
- 料亭女中：溝口順子

第9回
- 事務員：赤沢衿子
- 看護婦：吉本選江
- 運転手：深沢秀夫

第10回
- 西崎三郎：ジェリー藤尾
- 女中とめ：安芸秀子

第11回
- 女中とめ：安芸秀子
- 現場監督：下川辰平
- Fのマスター：武藤章生

第12回
- 女中とめ：安芸秀子
- 赤ぢょうちんのオヤジ：志水辰三郎
- ボーイ：田川恒夫
- 同僚：小池雄介
- 看護婦：高井笑子

第13回
- 春江：ロミ・山田
- シーちゃん：十三加代子

第14回
- スナックママ：刈谷いと

第15回
- 重役：山本武
- 看護婦：堤光子
- おばさん：北川博子

第16回
- 看護婦：堤光子
- 老僧：佐々木孝丸

第18回
- 吉村：信欣三
- 吉村の息子：黒木進
- 教会の女：穂高のり子
- 酒場の女：横田泰代

第20回
- 占い師：金内喜久夫
- フロントマネージャー：山本浩司
- 良太郎：中村伸郎
- 良太郎の娘：松本洋子

第21回
- ホテルの女中：小沢かおる

第22回
- 病院長：斎藤英雄
- 教授：相原巨典、入江正徳
- 会社社長：田中志幸
- 女の患者：記平佳枝
- 看護婦：遠藤暁子

第23回
- 試験官：中江真司

## スタッフ
- 脚本：清水邦夫、林秀彦
- 演出：石橋冠
- プロデューサー：銭谷功（石原プロモーション）、早川恒夫、中島忠史（日本テレビ）
- 音楽：坂田晃一
- 制作担当：増田久雄（石原プロモーション）
- 制作協力：日比谷スタジオ、プランピット
- 制作：石原プロモーション
- 製作：日本テレビ

## 主題歌
- 「冬物語」
  - 作詞：阿久悠、作曲・編曲：坂田晃一、唄：フォー・クローバース

## 放送リスト
| 話数   | 放送日         | サブタイトル       | 脚本     |
| ------ | -------------- | ------------------ | -------- |
| 第1話  | 1972年11月13日 | 雨のめぐり逢い     | 清水邦夫 |
| 第2話  | 11月20日       | 美しき再会         | 清水邦夫 |
| 第3話  | 11月27日       | いま旅立ちのとき   | 清水邦夫 |
| 第4話  | 12月04日       | 木枯らしのあしおと | 清水邦夫 |
| 第5話  | 12月11日       | 落葉の湖           | 林秀彦   |
| 第6話  | 12月18日       | 冷たい波紋         | 林秀彦   |
| 第7話  | 12月25日       | 時のいたずら       | 林秀彦   |
| 第8話  | 1973年01月01日 | 愛は限りなく       | 清水邦夫 |
| 第9話  | 1月08日        | 雪が降る・・・・   | 清水邦夫 |
| 第10話 | 1月15日        | 気仙沼は遠く       | 清水邦夫 |
| 第11話 | 1月22日        | 海鳴りは悲しい     | 清水邦夫 |
| 第12話 | 1月29日        | 雨ふたたび…        | 清水邦夫 |
| 第13話 | 2月05日        | 早春の風は冷たく   | 清水邦夫 |
| 第14話 | 2月12日        | 悪いしらせ         | 林秀彦   |
| 第15話 | 2月19日        | 晴れた空悲しく     | 林秀彦   |
| 第16話 | 2月26日        | 誓いの京都         | 清水邦夫 |
| 第17話 | 3月05日        | 愛の出奔           | 清水邦夫 |
| 第18話 | 3月12日        | 夜明けまでの散歩   | 清水邦夫 |
| 第19話 | 3月19日        | 雪の中の結婚式     | 清水邦夫 |
| 第20話 | 3月26日        | 乾、失明           | 清水邦夫 |
| 第21話 | 4月02日        | 朝の光に別れを     | 清水邦夫 |
| 第22話 | 4月09日        | 残された時間       | 清水邦夫 |
| 最終話 | 4月16日        | 雲への階段         | 清水邦夫 |

## ネット局
月曜スター劇場#放映ネット局の節を参照。